# Đoàn Vệ quốc quân
"Đoàn Vệ quốc quân", tên ban đầu là "Đoàn Giải phóng quân", là bài hát do nhạc sĩ Phan Huỳnh Điểu sáng tác năm 1945. Đây là một trong những bài hát nổi tiếng nhất của ông.
Bài hát được sáng tác vào năm mà Việt Nam vừa giành được độc lập sau gần 1 thế kỷ là thuộc địa của Pháp, và là khi cả nước đang rừng rực không khí quyết bảo vệ nền độc lập non trẻ trước nguy cơ Pháp tái chiếm. Trong hoàn cảnh đó, "Đoàn giải phóng quân" ra đời như là lời thề của thế hệ thanh niên lên đường ra trận: Ra đi ra đi bảo tồn sông núi. Ra đi ra đi thà chết không lui…. Bài hát được phổ biến đầu tiên ở Đà Nẵng. Trên các đoàn tàu hỏa chở những đoàn quân Nam tiến dừng ở ga Đà Nẵng, đội văn nghệ tuyên truyền Việt Minh (trong đó có tác giả) đã ca vang giai điệu hừng hực đầy quyết tâm này của những thanh niên đang lên đường cứu nước.
Bài hát lan rộng ra nhiều tỉnh thành và nhiều người muốn có lời bài hát. Vì vậy, năm 1946, nhạc sĩ Phan Huỳnh Điểu đem bài hát ra Huế để tìm nơi xuất bản nhằm phổ biến rộng rãi cho công chúng. Ông Tăng Duyệt, chủ tiệm sách Tân Hoa ở đường Gia Long, nhận in 2000 bản. Nhạc sĩ được hưởng số tiền tác quyền là 800 đồng. Theo lời kể của nhạc sĩ, ông mua cây đàn ghi-ta cũ của Bảo Đại (được 1 chính khách ngoại quốc tặng) chỉ hết có 80 đồng, 720 đồng còn lại đủ cho ông ăn cơm "bình dân" trong 5 năm; đây là khoản tiền tác quyền kỷ lục mà ông nhận được trong suốt đời sáng tác của mình.
Hiện nay bài hát được phổ biến vô cùng rộng rãi trong dân chúng, là bài hát được sử dụng nhiều trong các tiết mục văn nghệ với chủ đề quân đội, tưởng nhớ anh hùng liệt sĩ.

## Lời bài hát
Đoàn vệ quốc quân một lần ra đi
Nào có sá chi đâu ngày trở về
Ra đi ra đi bảo tồn sông núi
Ra đi ra đi thà chết chớ lui
Cờ bay phất phới ngời màu Lạc Hồng
Kèn reo vang tiếng gọi dòng Lạc Hồng
Cùng Vệ quốc quân
Ra đi ra đi theo hồn sông núi
Thù bao năm xưa có bao giờ nguôi
Dưới cờ oai nghiêm sao vàng bay
Đoàn quân Việt Nam có hay
Ngày xưa biết bao vị hùng anh
Quyết vì non sông ra tay bao lần
Ngày nay đoàn quân ta gắng làm sao
Giành quyền tự do hạnh phúc cho dân
Đoàn Vệ quốc quân một lần ra đi
Dù có gian nguy nhưng lòng không nề
Ra đi ra đi bảo tồn sông núi
Ra đi ra đi thà chết chớ lui.